# アンナ＝ニコル・ハインリヒ

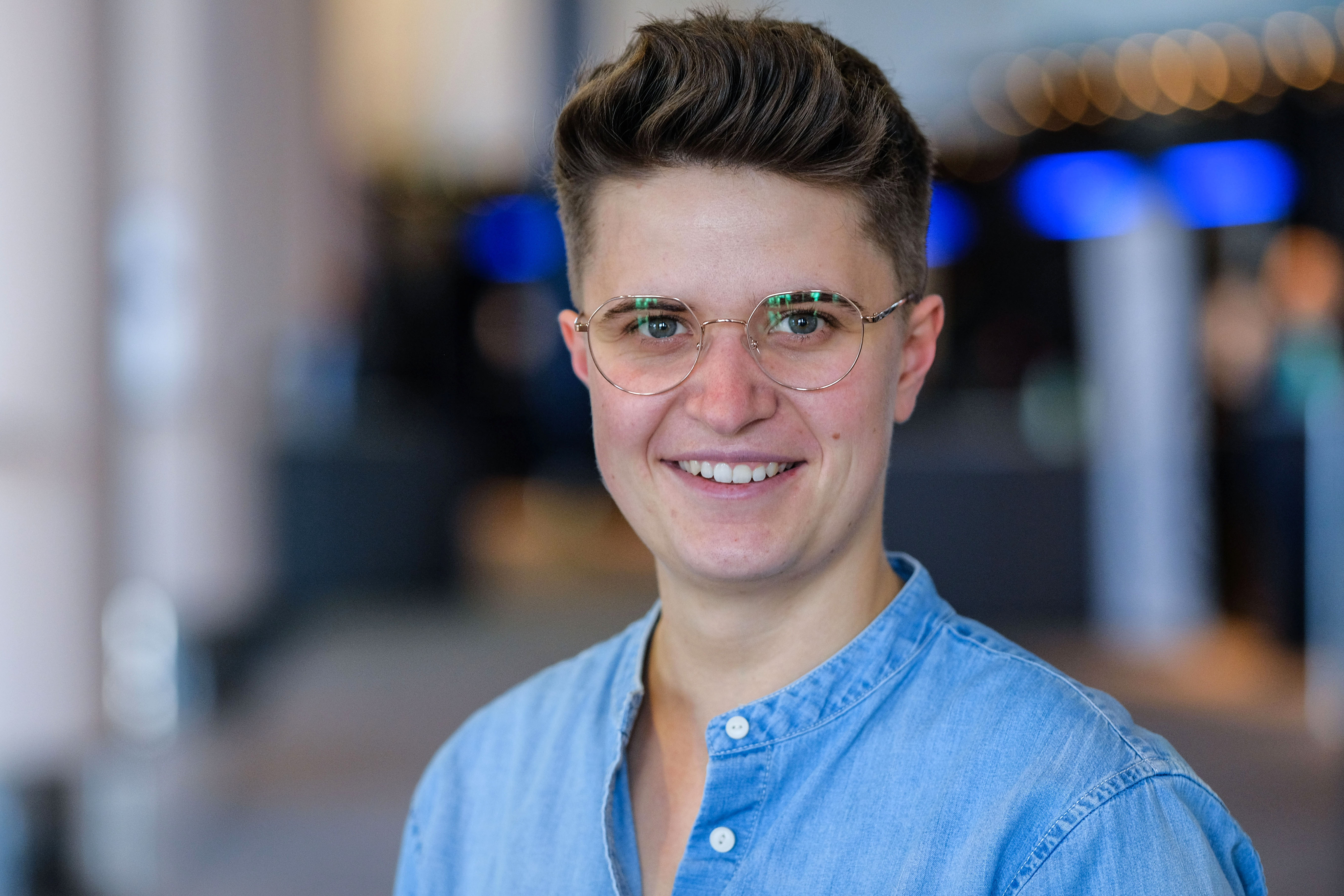

アンナ＝ニコル・ハインリヒ （ドイツ語：Anna-Nicole Heinrich 、1996年バイエルン州シュヴァンドルフ郡  - ）はドイツのルター派信徒。 2021年からドイツ福音主義教会 (EKD)総会議長。

## 経歴
アンナ＝ニコル・ハインリヒは非キリスト教徒の家庭で生まれた。彼女の両親はドイツ再統一後、旧東独テューリンゲン州 ザールフェルトからバイエルン州 シュヴァンドルフ郡ニッテナウに移住した。父はトラック運転手として生計を支えた。彼女はその地で8歳年下の妹と育った。基礎学校在校時、彼女は母親と共に洗礼を受けた 。
アンナ＝ニコル・ハインリヒは2015年から2019年までレーゲンスブルク大学で哲学を学んだ。学士課程を終えた後、修士課程に進んだ。そこではデジタル・ヒューマニティーズと人間像と価値観を専攻した。2019年から2020年まで社会倫理学講座の学術助手を務めた。2020年、レーゲンスブルク大学カトリック神学部の実践神学講座 (ウーテ・ライムグルーバー教授・牧会学と説教学担当) の学術助手と大学評議会の副代表に就任。2021年現在、レーゲンスブルクの住居共同体において、アンナ＝ニコル・ハインリヒは夫と共に生活している
さらに、2017年以降、福音主義青年団指導部メンバーになり、その副代表に就任している。アンナ＝ニコル・ハインリヒは全ドイツ教会ハッカソン  (グラォベンゲマインザム) の初期メンバーの1人である。2020年、バイエルン福音ルター派教会の総会議員に選出された。

## ドイツ福音主義教会 (EKD) 総会議長
2021年5月8日、アンナ＝ニコル・ハインリヒはドイツ福音主義教会 (EKD) 総会において、ルター派の候補として126票中75票を獲得して総会議長に選出された。対立候補の合同教会のクアヘッセン＝ヴァルデック福音主義教会マールブルク教会地区議長ナディーヌ・ベルンハウゼンは39票の獲得で敗れている。2013年から総会議長であったイルムガルト・シュヴェッツアーの後任として、アンナ＝ニコル・ハインリヒはドイツ福音主義教会 (EKD) 総会議長に就任した。彼女はドイツ福音主義教会 (EKD)の歴史において最年少の総会議長でもある。

### 和書
- 稲本守（1996）「国教会か国民教会か—統一ドイツとキリスト教会」、坂井榮八郎・保坂一夫編『ヨーロッパ＝統一ドイツへの道—統一ドイツの現状と課題』pp.219-236, 東京大学出版会）
- 村上伸『西ドイツ教会事情―古くして新しい教会』新教出版社、1984年

### 洋書
- Werner Thiede: Evangelische Kirche – Schiff ohne Kompass? Wissenschaftliche Buchgesellschaft, Darmstadt 2017, ISBN 978-3-534-26893-1.